# گرسمیر (نیوهمپشایر)
گرسمیر (به انگلیسی: Grasmere) یک منطقهٔ مسکونی در ایالات متحده آمریکا است که در شهرستان هیلزبرو، نیوهمپشایر واقع شده‌است. گرسمیر ۸۶٫۸۷ متر بالاتر از سطح دریا واقع شده‌است.